# Prisma Taranto Volley
Prisma Taranto Volley är en herrvolleybollklubb i Italien. Klubben grundades 2002 under namnet Taranto Volley och tillbringade de två första säsongerna i de lägre divisionerna, där de bägge gångerna vann sin serie. De köpte 2004 Ducato Volley:s spellicens varför de följande säsong kunde spela i Serie A1 (högsta serien). Där blev det dock respass första året. De vann dock Serie A2 följande år varigenom de återvände till serie A1. Klubben bytte 2008 till sitt nuvarande namn. Där stannade kvar i högsta serien tills klubben 2010 sålde sin spellicens till New Mater Volley. 
Klubben återvände till elitspel 2020 genom köp av Materdomini Volleys spellicens, varigenom de kunde spela i serie A2, som de vann. Sedan 2021 har de spelar i Superlega (nytt namn på högsta serien), med placeringar i de nedre delarna av tabellen.